# قرار تقسيم فلسطين
قرار تقسيم فلسطين هو الاسم الذي أطلق على قرار الجمعية العامة التابعة لهيئة الأمم المتحدة رقم 181 والذي أُصدر بتاريخ 29 نوفمبر 1947 بعد التصويت (33 مع، 13 ضد، 10 ممتنع) ويتبنّى خطة تقسيم فلسطين القاضية بإنهاء الانتداب البريطاني على فلسطين وتقسيم أراضيها إلى 3 كيانات جديدة، كالتالي:
1. دولة عربية: تبلغ مساحتها حوالي 4,300 ميل مربع (11,000 كـم2) ما يمثل 42.3% من فلسطين وتقع على الجليل الغربي، ومدينة عكا، والضفة الغربية، والساحل الجنوبي الممتد من شمال مدينة أسدود وجنوباً حتى رفح، مع جزء من الصحراء على طول الشريط الحدودي مع مصر.
2. دولة يهودية: تبلغ مساحتها حوالي 5,700 ميل مربع (15,000 كـم2) ما يمثل 57.7% من فلسطين وتقع على السهل الساحلي من حيفا وحتى جنوب تل أبيب، والجليل الشرقي بما في ذلك بحيرة طبريا وإصبع الجليل، والنقب بما في ذلك أم الرشراش أو ما يعرف بإيلات حالياً.
3. القدس وبيت لحم والأراضي المجاورة، تحت وصاية دولية.

كان هذا القرار من أول محاولات الأمم المتحدة لحل القضية الفلسطينية.

## خلفية تاريخية
تبادرت فكرة تقسيم فلسطين إلى دولتين عربية ويهودية مع تحديد منطقة دولية حول القدس في تقرير لجنة بيل من 1937 وتقرير لجنة وودهد من 1938، وصدر هذان التقريران عن لجنتين شكلتهما الحكومة البريطانية لبحث قضية فلسطين إثر الثورة الفلسطينية الكبرى التي اندلعت بين السنوات 1933 و1939.
بعد الحرب العالمية الثانية وإقامة هيئة الأمم المتحدة بدلا لعصبة الأمم، طالبت الأمم المتحدة إعادة النظر في صكوك الانتداب التي منحتها عصبة الأمم للإمبراطويات الأوروبية، واعتبرت حالة الانتداب البريطاني على فلسطين من أكثر القضايا تعقيدا وأهمية.

## إنشاء الخطة
قامت هيئة الأمم المتحدة بمحاولة لإيجاد حل للنزاع العربي/اليهودي القائم على فلسطين، وقامت هيئة الأمم بتشكيل لجنة UNSCOP المتألّفة من دول متعدّدة باستثناء الدّول دائمة العضوية لضمان الحياد في عملية إيجاد حلّ للنزاع.
قامت اللجنة بطرح مشروعين لحل النزاع، تمثّل المشروع الأول بإقامة دولتين مستقلّتين، وتُدار مدينة القدس من قِبل إدارة دولية. وتمثّل المشروع الثاني في تأسيس فيدرالية تضم كلا من الدولتين اليهودية والعربية. ومال معظم أفراد لجنة UNSCOP تجاه المشروع الأول والرامي لتأسيس دولتين مستقلّتين بإطار اقتصادي موحد. وقامت هيئة الأمم بقبول مشروع لجنة UNSCOP الدّاعي للتقسيم مع إجراء بعض التعديلات على الحدود المشتركة بين الدولتين، العربية واليهودية، على أن يسري قرار التقسيم في نفس اليوم الذي تنسحب فيه قوات الانتداب البريطاني من فلسطين.
أعطى قرار التقسيم 55% من أرض فلسطين للدولة اليهودية، وشملت حصّة اليهود من أرض فلسطين على وسط الشريط البحري (من إسدود إلى حيفا تقريبا، ما عدا مدينة يافا) وأغلبية مساحة صحراء النّقب (ما عدا مدينة بئر السبع وشريط على الحدود المصري). ولم تكن صحراء النّقب في ذاك الوقت صالحة للزراعة ولا للتطوير المدني، واستند مشروع تقسيم الأرض الفلسطينية على أماكن تواجد التّكتّلات اليهودية بحيث تبقى تلك التكتّلات داخل حدود الدولة اليهودية.

## التصويت على القرار

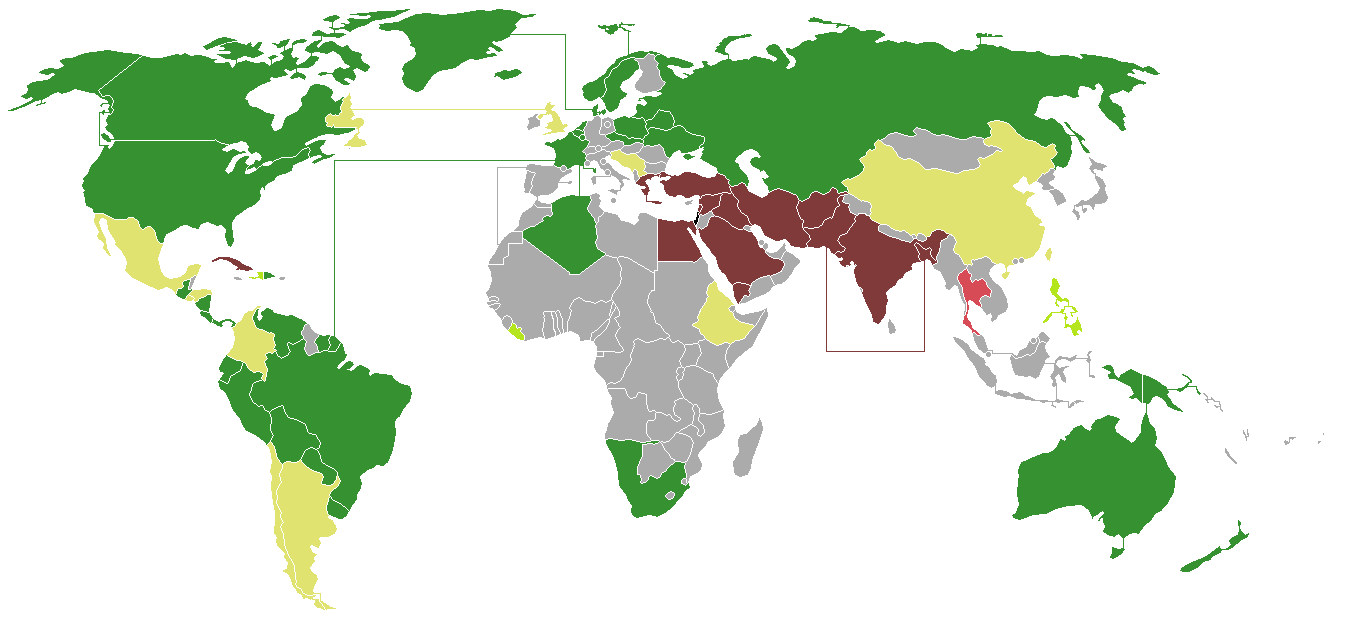
تصويت الأمم المتحدة على قرار التقسيم عام 1947، الأخضر: مع، البني: ضد، الأصفر: امتنع عن التصويت، الأحمر: غائب

في نوفمبر 1947 بلغ عدد الدول الأعضاء في الأمم المتحدة 57 دولة فقط. ما زالت الدول المهزومة في الحرب العالمية الثانية - ألمانيا، اليابان وحلفائها - خاضعة لسلطات الاحتلال أو ممنوعة من الانضمام إلى المنظمة الدولية. أما أغلبية دول القارة الإفريقية وآسيا الجنوبية الشرقية فما زالت خاضعة للسلطات الاستعمارية ولم تكن مستقلة. وشارك في تصويت 56 دولة، أي جميع الدول الأعضاء باستثناء دولة واحدة هي مملكة سيام (تايلاند حالياً). وافقت الدول العظمى في ذلك الحين - الاتحاد السوفييتي، الولايات المتحدة الأمريكية وفرنسا - على خطة التقسيم، باستثناء بريطانيا التي دارت سلطة الانتداب والتي فضلت الامتناع. ومن بين الدول المعارضة للخطة كانت جميع الدول العربية والإسلامية وكذلك اليونان، الهند وكوبا.
بذل زعماء الحركة الصهيونية جهودا كبيرة لإقناع الدول المترددة، واستعانوا بالدبلوماسيين الداعمين للخطة داخل الأمم المتحدة من أجل تأجيل التصويت من ال 26 إلى ال 29 من نوفمبر، مما أعطاهم الفرصة لإقناع ليبيريا، الفلبين وهاييتي بالتصويت مع مؤيدي الخطة، وتأمين دعم ثلثين من الدول الأعضاء، وهي النسبة التي كانت لازمة لإقرار خطة التقسيم. حاولت الدول العربية منع هذا التأجيل فتنازل مندوبيها عن إلقاء خطاباتهم توفيرا للوقت، ولكن البعثة الأمريكية المؤيدة لخطة التقسيم أصرت على تأجيل جلسة التصويت إلى ما بعد عيد الشكر الأمريكي الذي حل في ذلك العام في 27 نوفمبر.
مع أن الخارجية الأمريكية قررت عدم ممارسة الضغوط على دول للزيادة من الدعم، مارس بعض السياسيين ورجال الأعمال الأمريكيين الضغوط على الدول المترددة التي كانت متعلقة اقتصاديا بالولايات المتحدة الأمريكية. فالذي ضغط على ليبيريا مثلا كان المليونير الأمريكي المشهور هارفي صامويل فايرستون صاحب مزارع المطاط في ليبيريا وصاحب مصانع الإطارات المشهورة فايرستون (Firestone).
في مساء 29 نوفمبر جرى التصويت فكان ثلاثة وثلاثون صوتا إلى جانب التقسيم، وثلاثة عشر صوتا ضدّه وامتنعت عشر دول عن التصويت، وغابت دولة واحدة.

الدول الـ33 التي وافقت على القرار هي:  أستراليا،  النرويج،  أيسلندا،  فرنسا،  فنلندا،  الولايات المتحدة،  كندا،  الاتحاد السوفيتي،  الجمهورية الأوكرانية السوفيتية الاشتراكية،  جمهورية بيلاروس السوفيتية الاشتراكية،  الدنمارك،  السويد،  نيوزيلندا،  بولندا،  تشيكوسلوفاكيا،  ليبيريا،  الفلبين،  جنوب أفريقيا،  باراغواي،  فنزويلا،  أوروغواي،  بيرو،  بنما،  كوستاريكا،  البرازيل،  جمهورية الدومينيكان،  الإكوادور،  غواتيمالا،  هايتي،  نيكاراغوا،  بيرو،  هولندا،  لوكسمبورغ
الدول الـ13 ضد القرار هي:  أفغانستان،  إيران،  تركيا،  باكستان،  السعودية،  سوريا،  العراق،  كوبا،  لبنان،  مصر،  الهند،  اليمن،  اليونان
الدول الـ10 التي امتنعت عن التصويت فهي:  الأرجنتين،  تشيلي،  كولومبيا،  إلسالفادور،  هندوراس،  المكسيك،  جمهورية الصين،  إثيوبيا،  المملكة المتحدة،  يوغوسلافيا
الدولة الغائبة هي:  تايلاند
وعندما أعلنت النتيجة انسحب المندوبون العرب من الاجتماع وأعلنوا في بيان جماعي رفضهم للخطة واستنكارهم لها. قال وزير الدفاع الأمريكي آنذاك جيمس فورستال في مذكراته تعليقاً على هذا الموضوع: «إن الطرق المستخدمة للضغط ولإكراه الأمم الأخرى في نطاق الأمم المتحدة كانت فضيحة»

## ردود الفعل
من منطلق القوانين العالمية، قوانين الاحتلال وقوانين الأمم المتحدة كان لقرار تقسيم دولة فلسطين معارضة استمرت حتى هذه اللحظة لأن فلسطين هي دولة عربية كانت تحت الانتداب البريطاني منذ سنة 1923 حتى سنة 1948 وبعد انتهاء الانتداب البريطاني قرر الانتداب تسليم فلسطين للصهاينة.

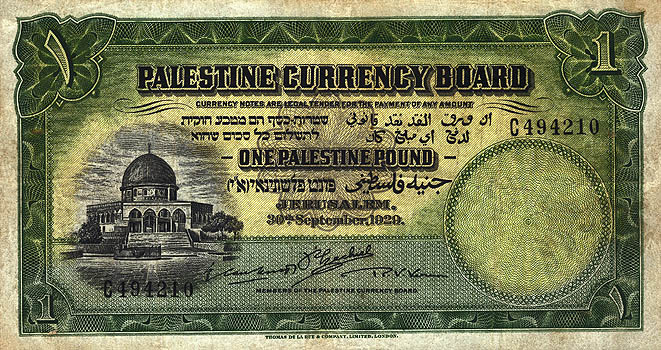

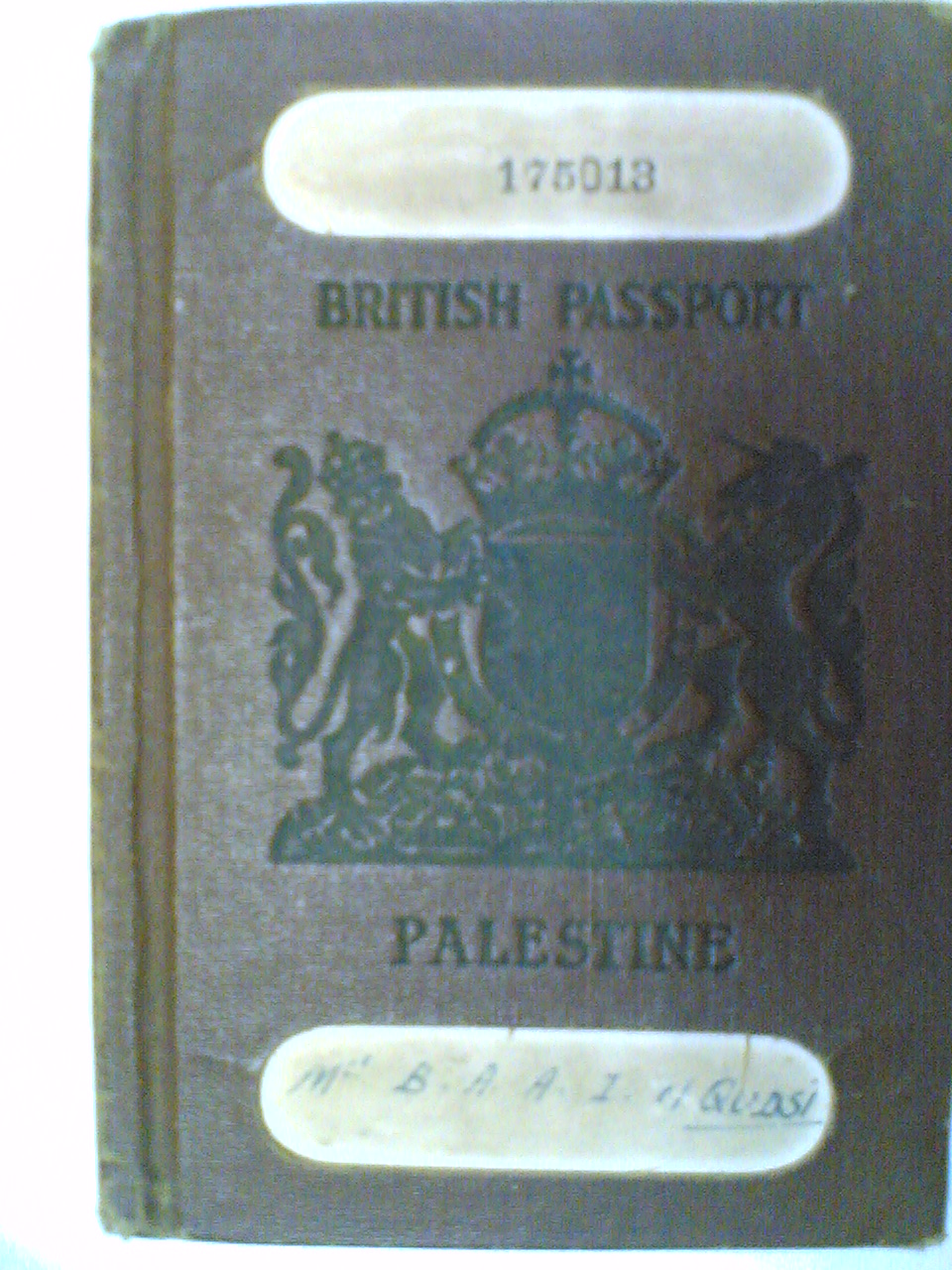

حسب القوانين العالمية للاحتلال (اتفاقيات جنيف) لا يجوز للأشخاص المحميين أنفسهم التنازل عن حقوقهم (المادة 8 من الاتفاقية الرابعة). وبحسب القوانين والتشريعات المتعارف عليها عالميا أنه وبعد انتهاء الانتداب يجب إعادة تسليم البلاد إلى أصحابها الحقيقيين.
تنامت الضغوط السياسية على هيئة الأمم المتحدة لقبول خطة التقسيم، واستحسن معظم اليهود مشروع القرار وبخاصّة الوكالة اليهودية، إلا أن صهاينة متشددين من أمثال مناحيم بيغن رئيس منظمة الإرجون الصهيونية، وعضو عصابة الشتيرن، إسحاق شامير رفضوا هذا المشروع. وتشير سجلّات الأمم المتحدة إلى فرحة الصهاينة الذين حضروا جلسة الأمم المتحدة بقرار التقسيم. وإلى هذا اليوم، تشيد كتب التاريخ الإسرائيلية بأهمية الـ 29 من نوفمبر 1947.

رفضت الزعامات العربية، باستثناء زعماء الحزب الشيوعي، خطة التقسيم ووصفتها بالمجحفة في حق الأكثرية العربية التي تمثّل 67% مقابل 33% من اليهود. فقد أعطى الاقتراح 56.5% من فلسطين لليهود الذين كانوا يملكون 7% فقط من التراب الفلسطيني. والسبب الثاني لرفض العرب خطة التقسيم كان الخوف من المستقبل، إذ خشي العرب أن تكون خطة التقسيم نقطة البداية لاستيلاء اليهود على المزيد من الأراضي العربية. ولم تأت مخاوف العرب من فراغ، فقد أعلن بن غوريون في يونيو 1938، في كلام أمام قيادة الوكالة اليهودية، بشأن اقتراح آخر لتقسيم فلسطين، عن نيّته في إزالة التقسيم العربي-اليهودي والاستيلاء على كلّ فلسطين بعد أن تقوى شوكة اليهود بتأسيس وطن لهم.
في بث راديو في 30 نوفمبر 1947، صرّح مناحيم بيغن، الذي كان في ذلك الحين أحد زعماء المعارضة في الحركة الصهيونية، عن بطلان شرعية التقسيم، وأن كل أرض الميعاد والتي تشمل كامل فلسطين الإنتدابية (بما في ذلك شرق الأردن) ملك لليهود وستبقى كذلك إلى الأبد. (نص البث بالعبرية)
اجتمعت الجامعة العربية الناشئة بعد هذا القرار وأخذت بعض القرارات كان أهمها:
1. أصدروا مذكرات شديدة اللهجة لأمريكا وإنجلترا
2. إقامة معسكر لتدريب المتطوعين في قطنا بالقرب من دمشق بسوريا لتدريب الفلسطينيين على القتال
3. تكوين جيش عربي أطلق عليه جيش الإنقاذ وجعلوا عليه فوزي القاوقجي
4. رصد مليون جنيه لأغراض الدفاع عن فلسطين

وبدأ بالفعل تنفيذ القرارات بتدريب الفلسطينيين بقطنا وتشكيل جيش الإنقاذ.
اعترضت بريطانيا وأرسلت رسالة تقول فيها: «إن بريطانيا تعتبر تسليح الفلسطينيين وتدريبهم في قطنا عملا غير ودي». فاجتمعت الجامعة العربية وتشاورت واتخذت قرارًا بغلق معسكر قطنا وتسريح المتطوعين وسحب أسلحة المعسكر والاكتفاء بتجهيز جيش الإنقاذ مع تحديد عدده بـ 7700 جندي وإمداده ببعض الأسلحة. أما الأموال فلم يصل إلى فلسطين إلا شيء قليل منها.
عاد بعدها المفتي أمين الحسيني إلى فلسطين - وكان قد هرب منها إلى لبنان - وبدأ يقود الجهاد المسلح ضد اليهود ومعه  عبد القادر الحسيني واجتمع الناس على قيادة المفتي الذي أراد الحصول على التأييد العربي فاتجه إلى الجامعة العربية يعلن رغبته في تكوين حكومة فلسطينية وطنية يكون المفتي على رأسها كما يريد الشعب هناك. لكن الجامعة العربية رفضت الطلب دون تبرير واضح. بل إن الملك عبد الله الأول بن الحسين ملك الأردن قال لـ جولدا مائير وكانت وقتها ممثلة الوكالة اليهودية أنه يعزم أن يضم إلى الأردن الجزء المخصص للعرب في مشروع التقسيم (الضفة الغربية) كما يعزم على إقامة علاقات سلام وصداقة مع الدولة اليهودية وختم كلامه بقوله: «كلانا يواجه خصما مشتركا يقف عقبة في طريق خططنا، ذلك هو المفتي أمين الحسيني» [محل شك].
قام اليهود باستجداء واستغاثة أمريكا وإنجلترا ودول أخرى فانهمرت عليهم سفن الأسلحة من أمريكا وإنجلترا[بحاجة لمصدر] وأوروبا الشرقية وقدم ضباط من أمريكا وتشيكوسلوفاكيا وروسيا[بحاجة لمصدر] لتدريب اليهود على الأسلحة الجديدة واستعدت المنظمات اليهودية للقتال وقوامهم 70 ألف جندي مسلح مدرب.
ثار الشعب الفلسطيني بقيادة المفتي أمين الحسيني والقائد البطل عبد القادر الحسيني إلا أن جيش الإنقاذ الضعيف رفض التعاون مع الحاج أمين الحسيني حتى قال عنه الدكتور عبد الله عزام في تأريخ هذه الفترة: «إن فوزي القاوقجي هذا كان رجلا تحوم حوله الشبهات». وانتصر الفلسطينيون في بعض المواقع بسلاحهم البدائي وروحهم العالية منها «ظهر الحجة» و«عين باهل» و«شعفاط» و«الدهيشة» لكن فارق التسليح المهول جعل الكفة تميل لصالح اليهود.
تحرك الشباب المسلم في الدول الإسلامية وعلى رأسها مصر وسوريا وطلبوا حمل السلاح والجهاد في فلسطين ورفضت الحكومات في البداية ثم رضخت للضغط الشعبي[بحاجة لمصدر] فخرجت الكتائب لتدافع عن فلسطين وحققت انتصارات هائلة في البداية في مستعمرات النقب وبيت لحم والخليل وكفار داروم وبئر السبع وحاصروا القدس حصارا شديدا بينما كانت مدن عربية أخرى تسقط الواحدة تلو الأخرى وحدثت مذبحة دير ياسين وغيرها ورفضت الدول العربية إرسال أي تعزيزات للمجاهدين ثم انقلبت الأمور حتى كانت حرب 1948.

## بعد التصويت على التقسيم
تعاقبت الأحداث بعد توصية التقسيم 181، وتوسّعت إسرائيل على الأراضي التي استولت عليها في نزاعها مع جيرانها. وحتى العام 2004، تستولي إسرائيل على 50% من الأراضي العربية بمقتضى قرار التقسيم وتسيطر سيطرة تامّة على النصف الباقي.
نصت المادة ال-19 من الميثاق الوطني الفلسطيني الذي أقرته منظمة التحرير الفلسطينية في تموز/يوليو 1968 على:
«تقسيم فلسطين الذي جرى عام 1947 وقيام إسرائيل باطل من أساسه مهما طال عليه الزمن لمغايرته لإرادة الشعب الفلسطيني وحقه الطبيعي في وطنه ومناقضته للمبادئ التي نص عليها ميثاق الأمم المتحدة وفي مقدمتها حق تقرير المصير.» 
أما في وثيقة إعلان الاستقلال التي أعلنتها منظمة التحرير الفلسطينية في نوفمبر 1988 فيوجد نوع من الاعتراف المتحفظ بشرعية قرار التقسيم من 1947، وتنص: «ومع الظلم التاريخي الذي لحق بالشعب العربي الفلسطيني بتشريده وبحرمانه من حق تقرير المصير، إثر قرار الجمعية العامة رقم 181 عام 1947م، الذي قسم فلسطين إلى دولتين عربية ويهودية، فإن هذا القرار ما زال يوفر شروطاً للشرعية الدولية تضمن حق الشعب العربي الفلسطيني في السيادة والاستقلال الوطني.» 
أما في رسالة ياسر عرفات إلى إسحق رابين ضمن تبادل رسائل الاعتراف بين منظمة التحرير الفلسطينية ودولة إسرائيل، أكد عرفات على تمسك منظمة التحرير بقراري مجلس الأمن 242 و338 وأن بنود الميثاق الوطني الفلسطيني التي تنفي حق إسرائيل بالوجود فقدت سريانها. في اتفاقية أوسلو من سبتمبر 1993 يشار إلى الضفة الغربية وقطاع غزة فقط كالأراضي المخصصة لاستقلال الشعب الفلسطيني.

## معرض صور

علم فلسطين 1927–1948
علم فلسطين
فلسطين تحت الانتداب البريطاني
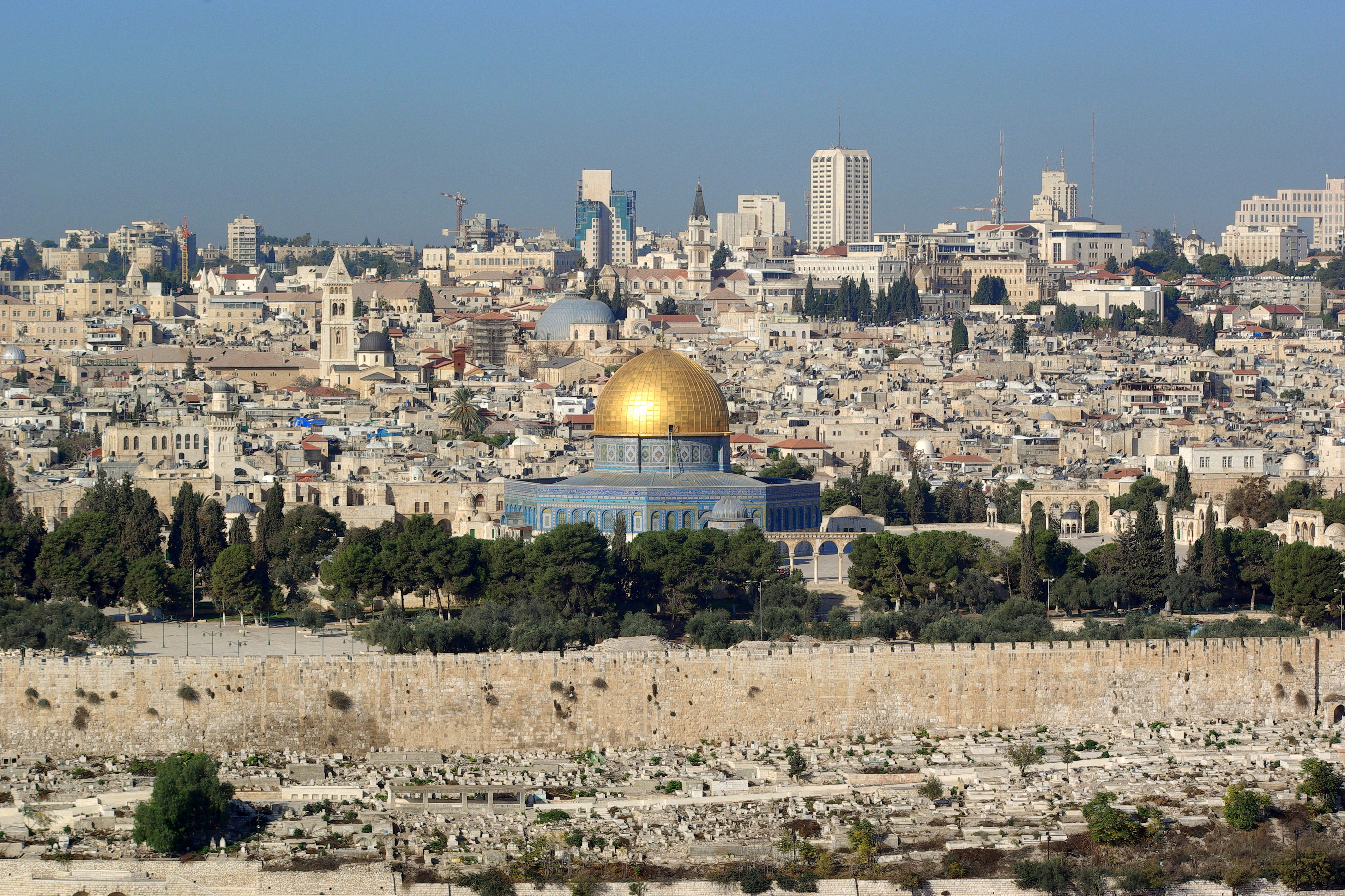
قبة الصخرة بالقدس
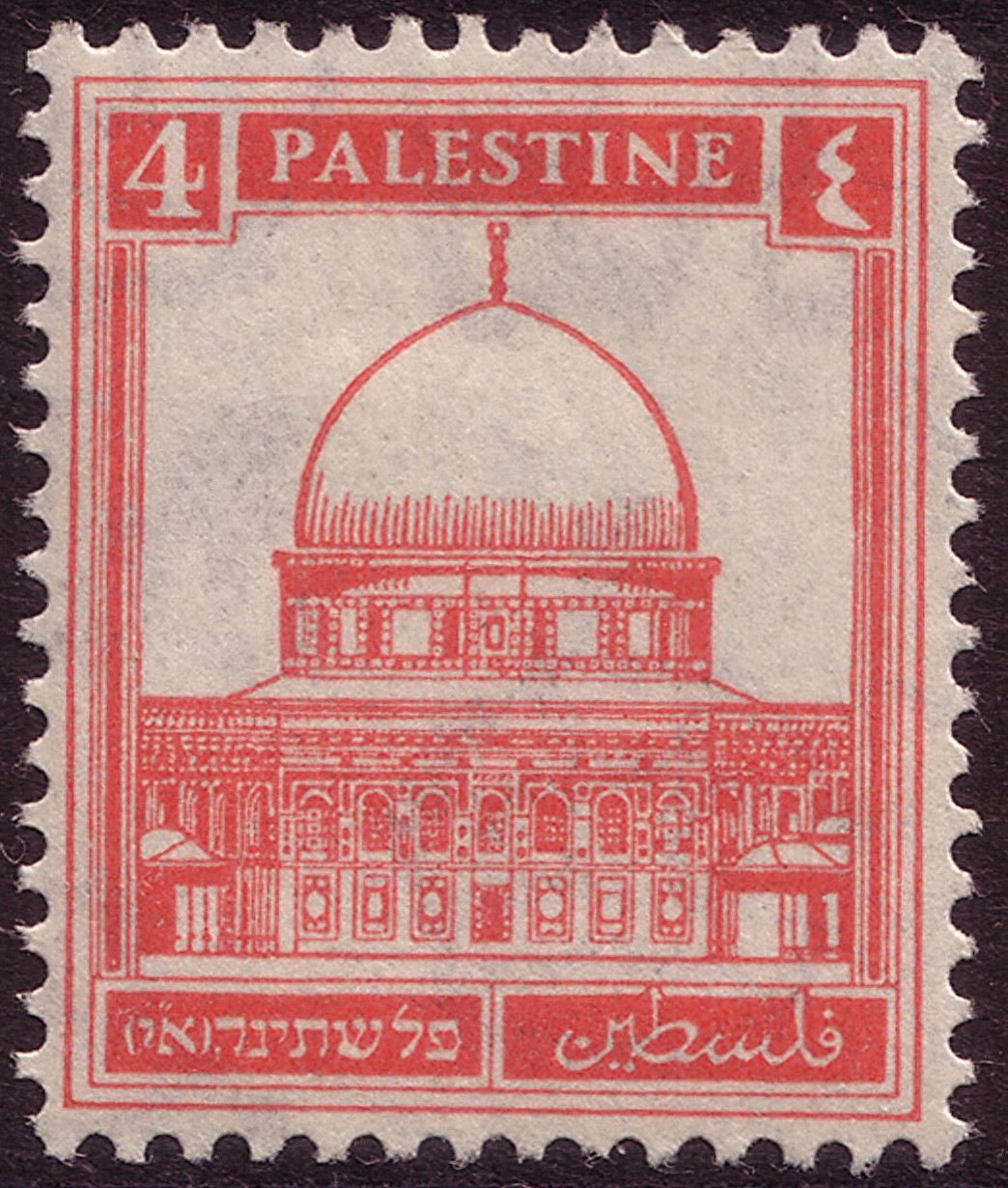
طابع فلسطيني تحت الانتداب البريطاني
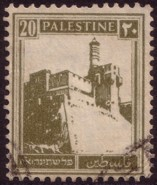
طابع فلسطيني تحت الانتداب البريطاني
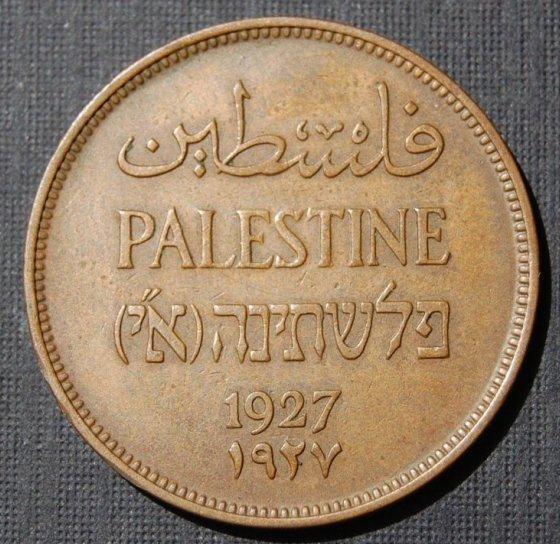
عملة فلسطينية 1927
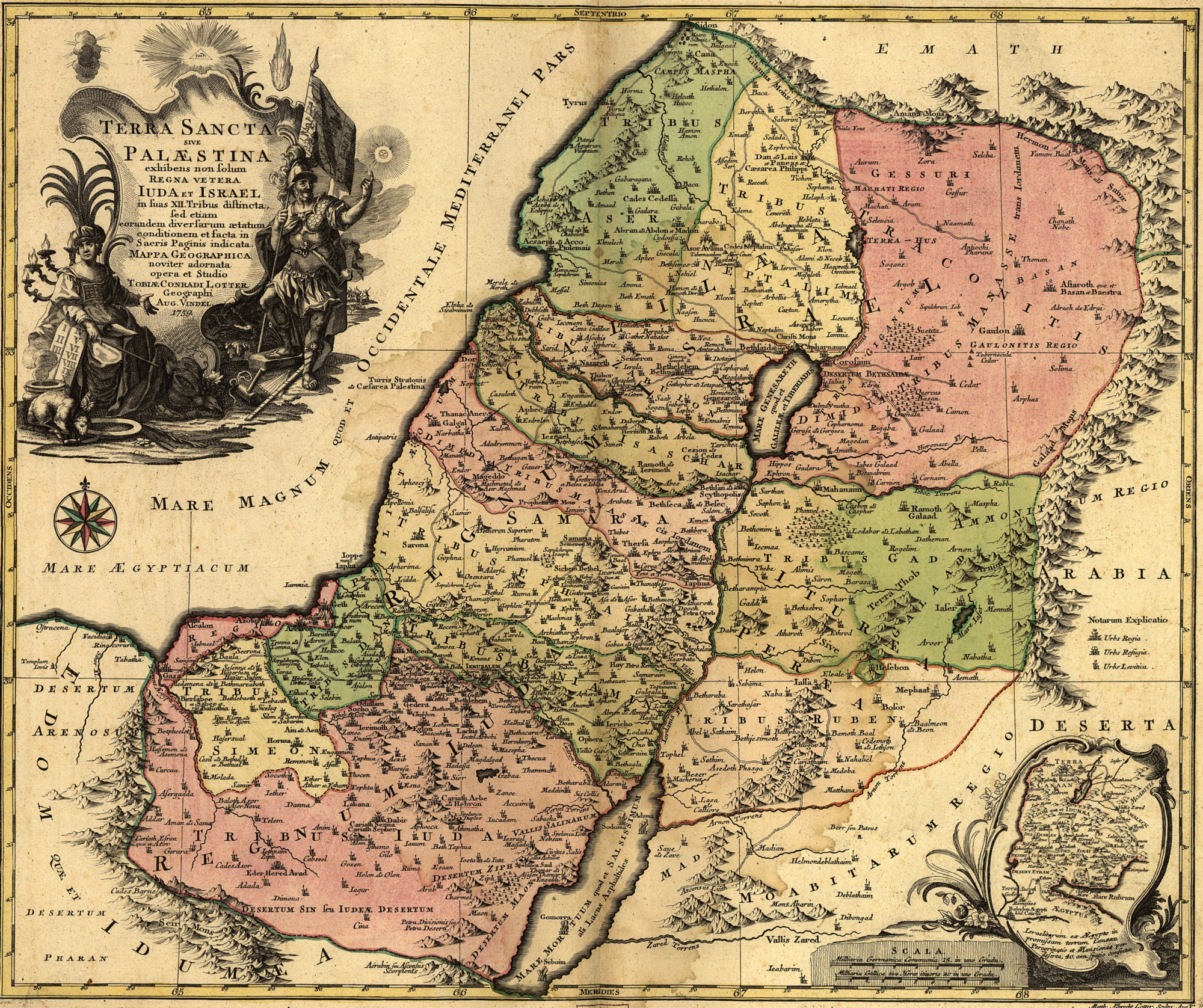
خريطة الأرض المقدسة 1759
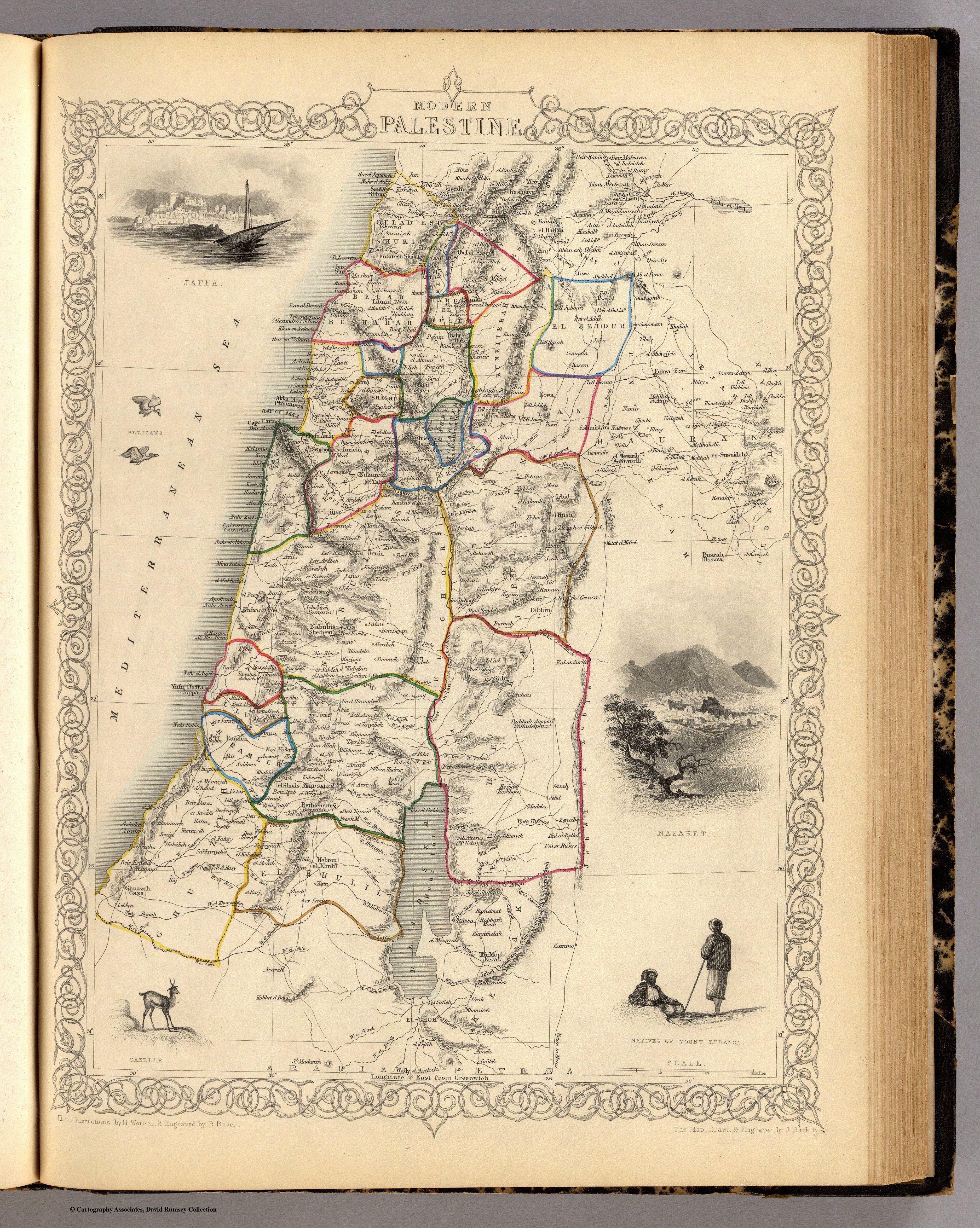
فلسطين 1851
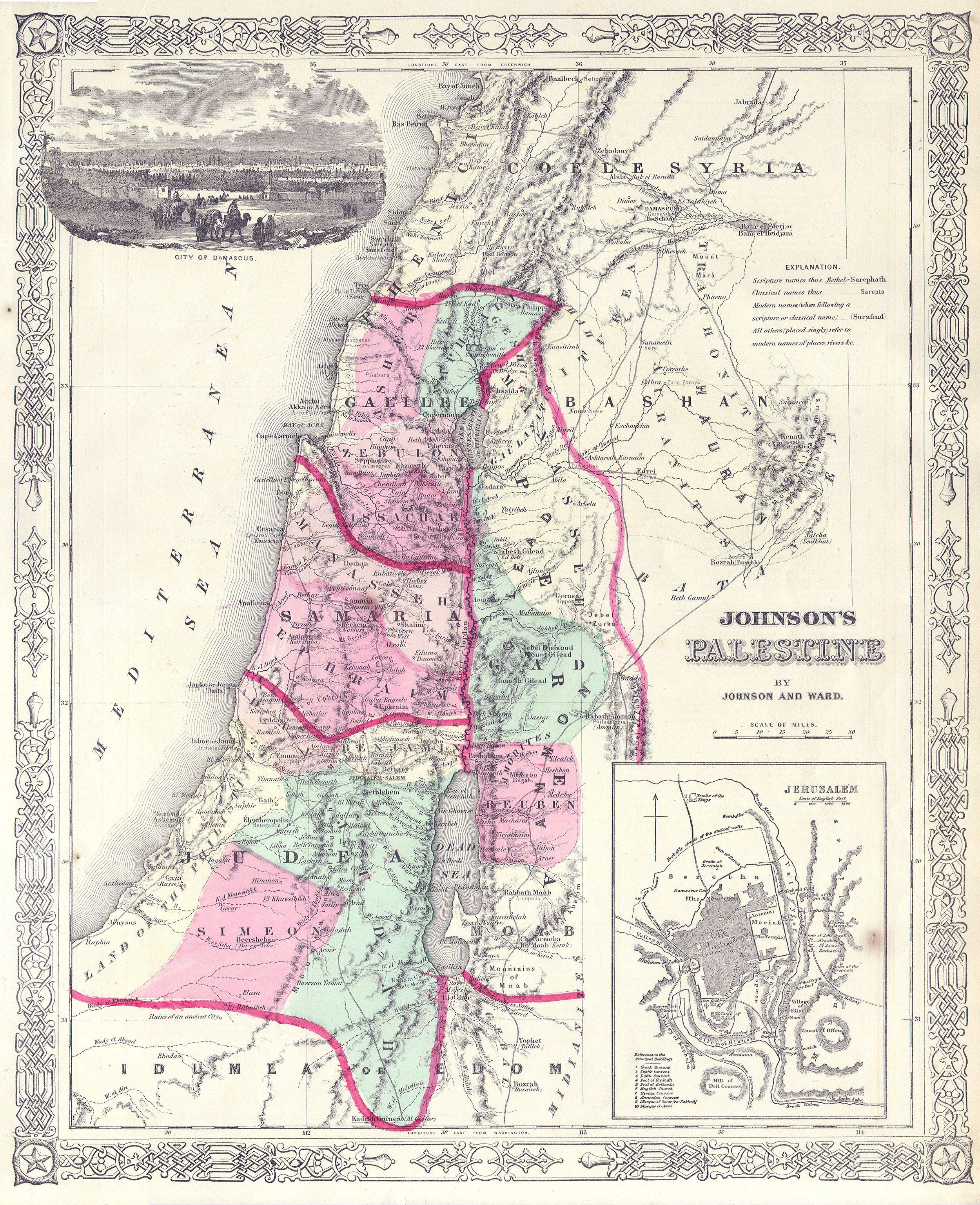
فلسطين 1864
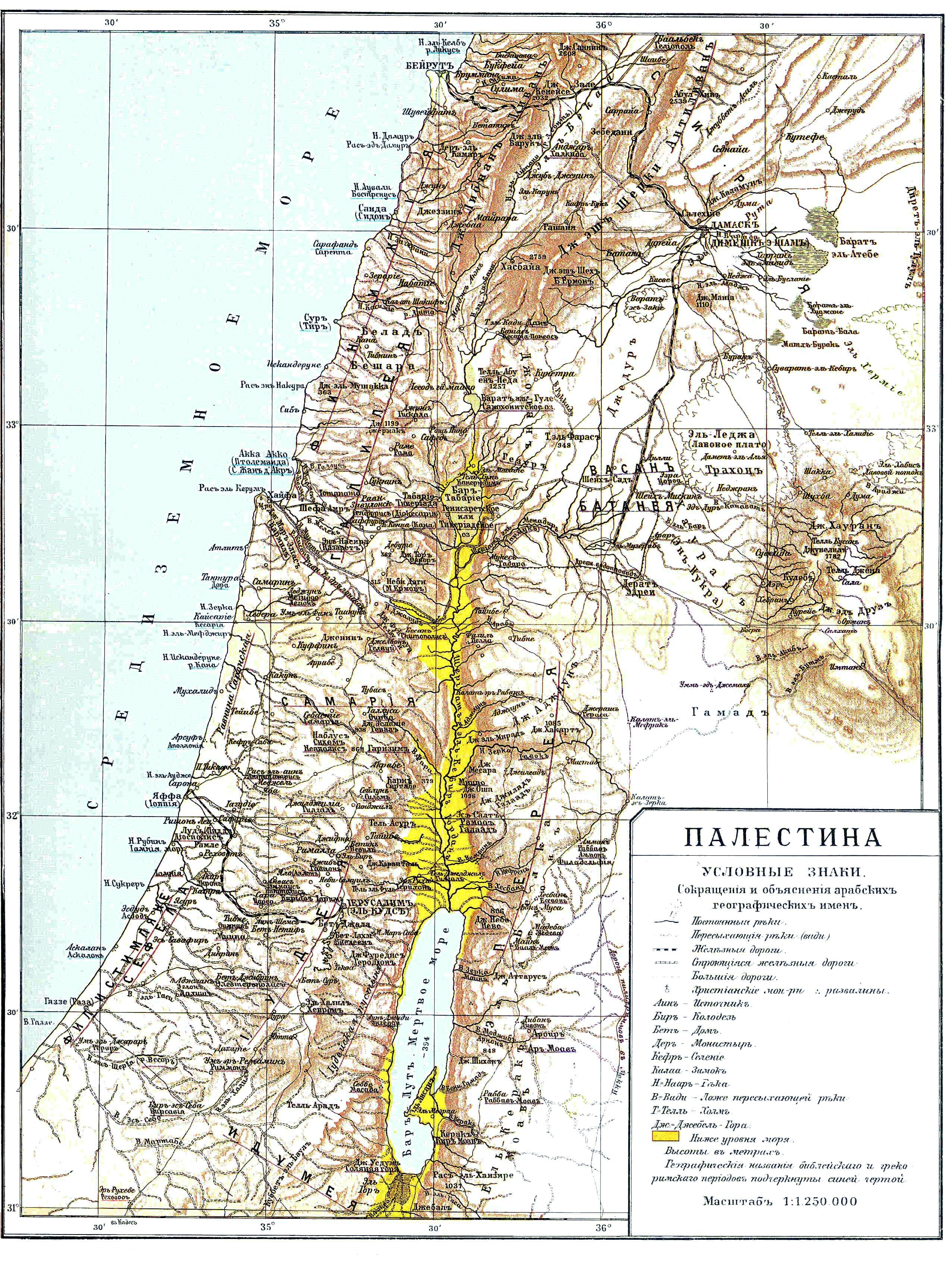
فلسطين 1900
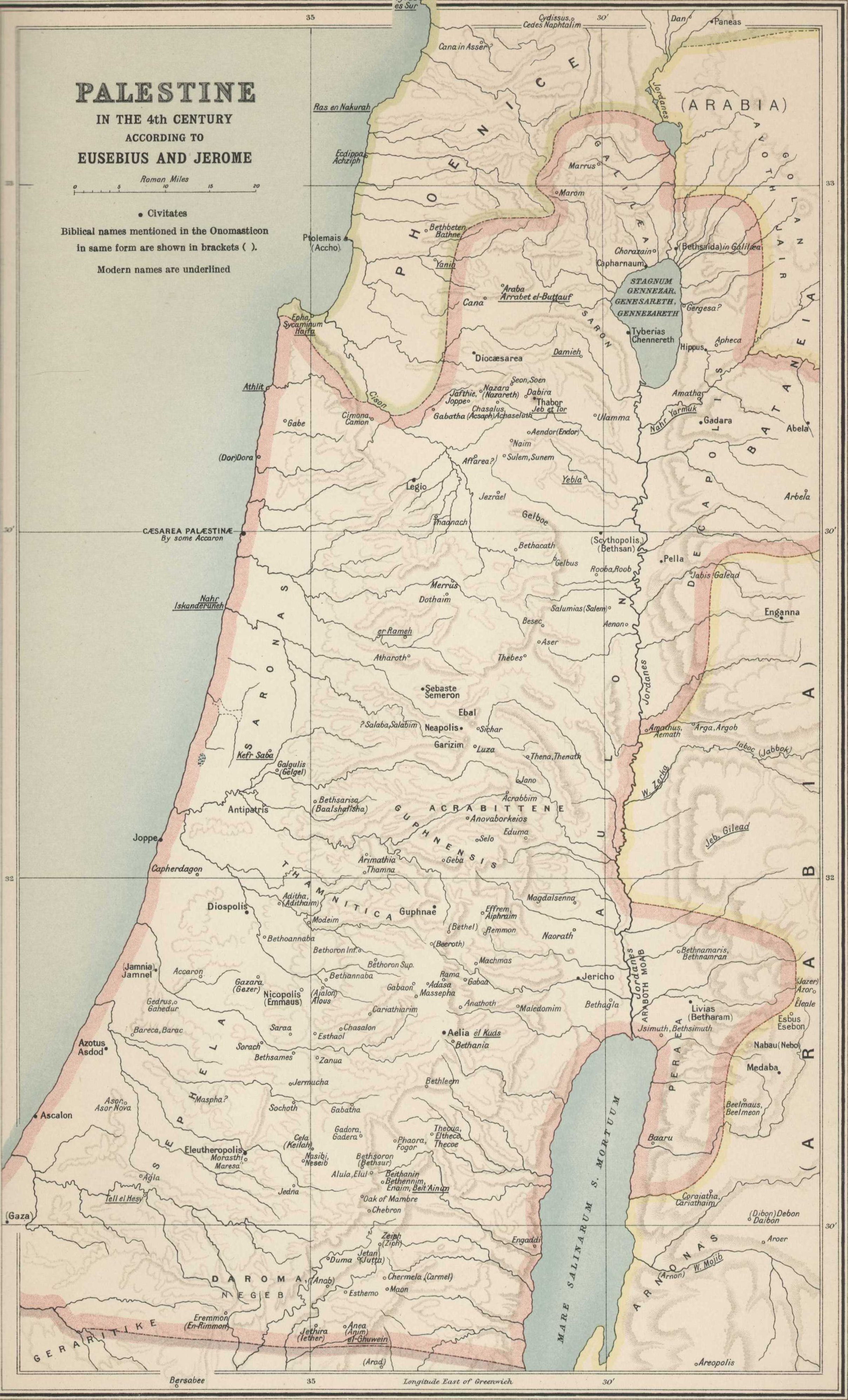
فلسطين 1915
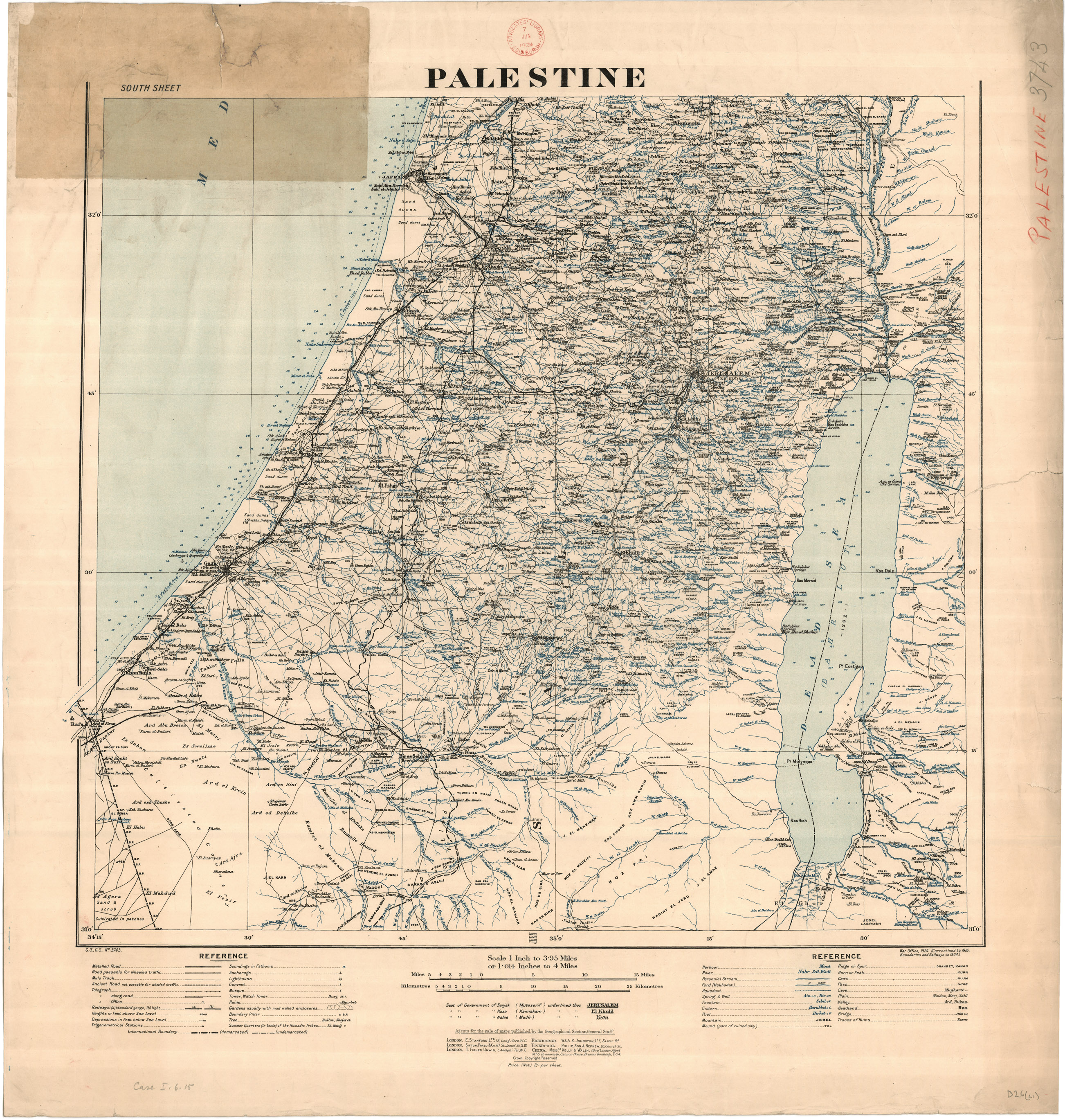
فلسطين 1924
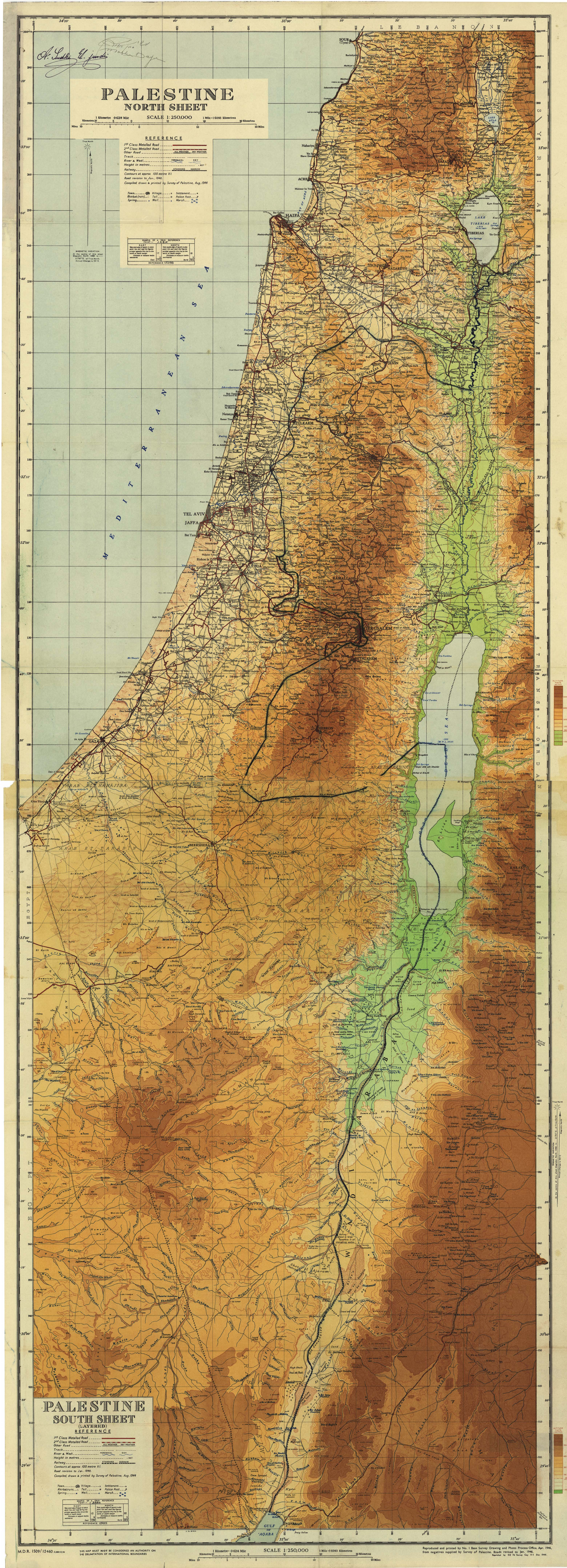
فلسطين 1946
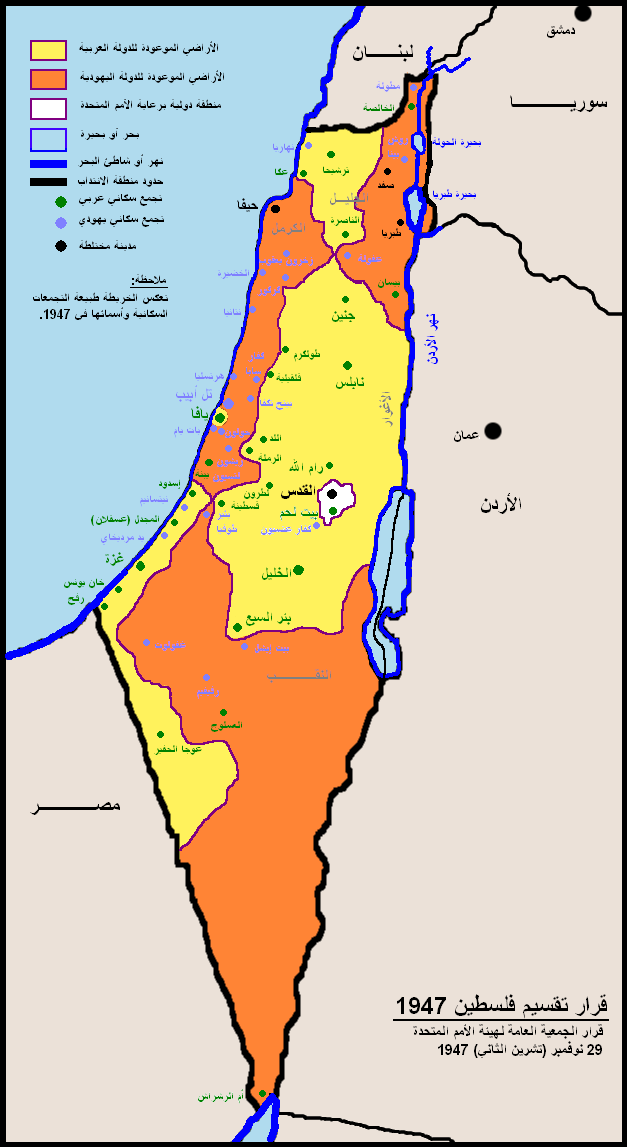
فلسطين 1947
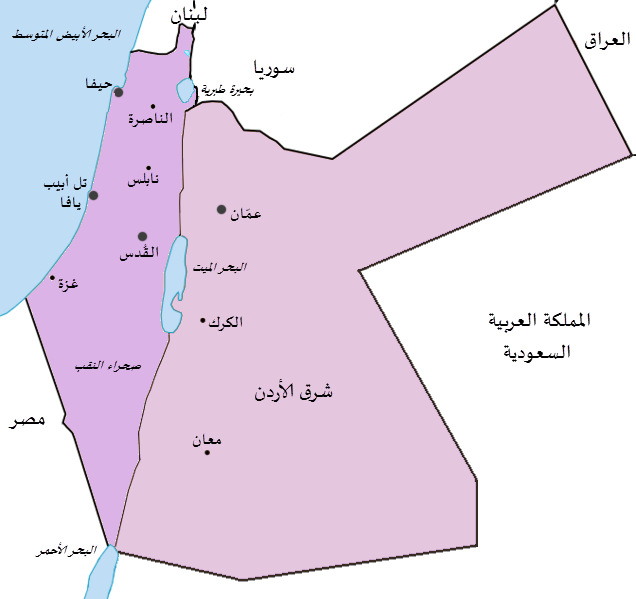
فلسطين وشرق الأردن

## روابط خارجية
- القرار رقم 181
- محاضرة «جريمة التقسيم» للمؤرخ الإسلامي الدكتور راغب السرجاني
- مجموعة محاضرات «فلسطين حتى لا تكون أندلسا أخرى» للمؤرخ الإسلامي الدكتور راغب السرجاني